# 3509-es mellékút (Magyarország)
A 3509-es számú mellékút egy valamivel kevesebb, mint 20,5 kilométeres hosszúságú, négy számjegyű mellékút Hajdú-Bihar vármegye és Szabolcs-Szatmár-Bereg vármegye határvidékén; Hajdúböszörménytől húzódik Újfehértóig.

## Nyomvonala
Korábban, amikor még a 35-ös főút keresztülhaladt Hajdúböszörmény központján, szinte bizonyosan annak belvárosi szakaszából ágazott ki, gyaníthatóan a Kálvin térnél. Amióta viszont a főút dél, illetve nyugat felől elkerüli Hajdúböszörmény történelmi városmagját, a 3509-es út belvárost érintő szakaszát is önkormányzati úttá minősíthették vissza. A térképi lekérdezés 2022-es időpontjában ugyanis, az akkori állapot szerint a kilométer-számozása csak a 700-as méterszelvényétől indult, ahol a 3507-es útból ágazik ki, annak a 450-es méterszelvénye közelében.
Többé-kevésbé északi irányban húzódik a belterület északi széléig, Újfehértói utca néven, majd ott keletebbi irányt vesz, ezáltal egy darabig még a lakott terület északi peremén húzódik – közben, 2,1 kilométer után, nyílt vonali szakaszon keresztezi a Debrecen–Füzesabony-vasútvonal vágányait is. Majdnem pontosan a harmadik kilométerénél jár, amikor a város utolsó házait is elhagyja – ott egyúttal északkeleti irányba fordulva –, 6,5 kilométer után pedig eléri Hajdúhadház határszélét, onnantól a két város határvonalát kíséri.
Kicsivel a nyolcadik kilométere előtt keresztezi a 3506-os utat, mely Hajdúvidtől Hajdúhadház központjáig húzódva ott a hatodik kilométere táján jár; 10,6 kilométer után pedig Téglás határai közé lép. Lakott területeket azonban ott lényegében nem is érint, 12,9 kilométer után pedig Szabolcs-Szatmár-Bereg vármegye, s ezen belül Újfehértó területén folytatódik. 17,3 kilométer után éri el a város belterületének délnyugati szélét, ott a Böszörményi út nevet veszi fel. Úgy is ér véget, a városközpont déli részén, beletorkollva a 4912-es útba, annak a 3+050-es kilométerszelvénye közelében.
Teljes hossza, az országos közutak térképes nyilvántartását szolgáló kira.kozut.hu adatbázisa szerint 20,329 kilométer.

## Települések az út mentén
- Hajdúböszörmény
- (Hajdúhadház)
- (Téglás)
- Újfehértó